# Bah Butong Satu
Bah Butong Satu is een bestuurslaag in het regentschap Simalungun van de provincie Noord-Sumatra, Indonesië. Bah Butong Satu telt 1785 inwoners (volkstelling 2010).